# Sanzinia madagascariensis
Sanzinia madagascariensis (Boa arborícola de Madagascar) es una especie de serpiente del género Sanzinia de la subfamilia Sanziniinae, familia Boidae. Es endémica de Madagascar, en concreto de la isla de Nosy Be y de la costa este de la isla malgache.